# Utrka na 3000 m momčadski na Olimpijskim igrama
Osvajači olimpijskih medalja u atletici za muškarce u disciplini 3000 m momčadski, koja se u programu Igara našla samo u tri navrata, prikazani su u sljedećoj tablici:
| Olimpijske igre | Zlato                                       | Srebro                                             | Bronca                                          |
| Stockholm 1912. | SAD Tell Berna Norman Taber George Bonhag   | ŠVE Thorild Ohlsson Ernst Wide Bror Fock           | VBR William Cottrill George Hutson Cyril Porter |
| Antwerpen 1920. | SAD Horace Brown Arlie Schardt Ivan Dresser | VBR Charles Blewitt Albert Hill William Seagrove   | ŠVE Eric Backman Sven Lundgren Edvin Wide       |
| Pariz 1924.     | FIN Paavo Nurmi Ville Ritola Elias Katz     | VBR Bernhard McDonald Harry Johnston George Webber | SAD Edward Kirby William Cox Willard Tibbetts   |